# Línea 12 de CPTM
La Línea 12 - Zafiro (en portugués: Linha 12 - Safira) es una línea de ferrocarril metropolitano en la ciudad de São Paulo (Brasil). Es una de las siete líneas operadas por CPTM y una de las trece líneas que conforman la Red Metropolitana de Transporte de São Paulo. Comprende el tramo de la Red Metropolitana de Transportes de São Paulo definido entre las estaciones Brás ↔ Calmon Viana. Hasta marzo del 2008, se denominaba Línea F - Violeta.

## Historia
La línea, hasta hoy conocida como variante de Poá,Este - Variante o simplemente Variante (expresiones que la diferencian de la línea de llamada Trocal Este, actual línea 11), fue construida durante la década de 1920, pero solo fue abierta en 1934, ya ofreciendo servicios suburbanos a los barrios considerados en ese entonces como "rurales", al sur del Río Tietê. Con el tiempo, Ermelino Matarazzo, São Miguel Paulista e Itaim Paulista, además del municipio de Itaquaquecetuba, se convirtieron en localidades densamente pobladas, especialmente para una población de más bajos ingresos, lo que siempre ha sido considerado como un factor responsable por el hecho de que la línea, hasta ahora, tenga fama de "la línea más problemática de los trenes metropolitanos de São Paulo."

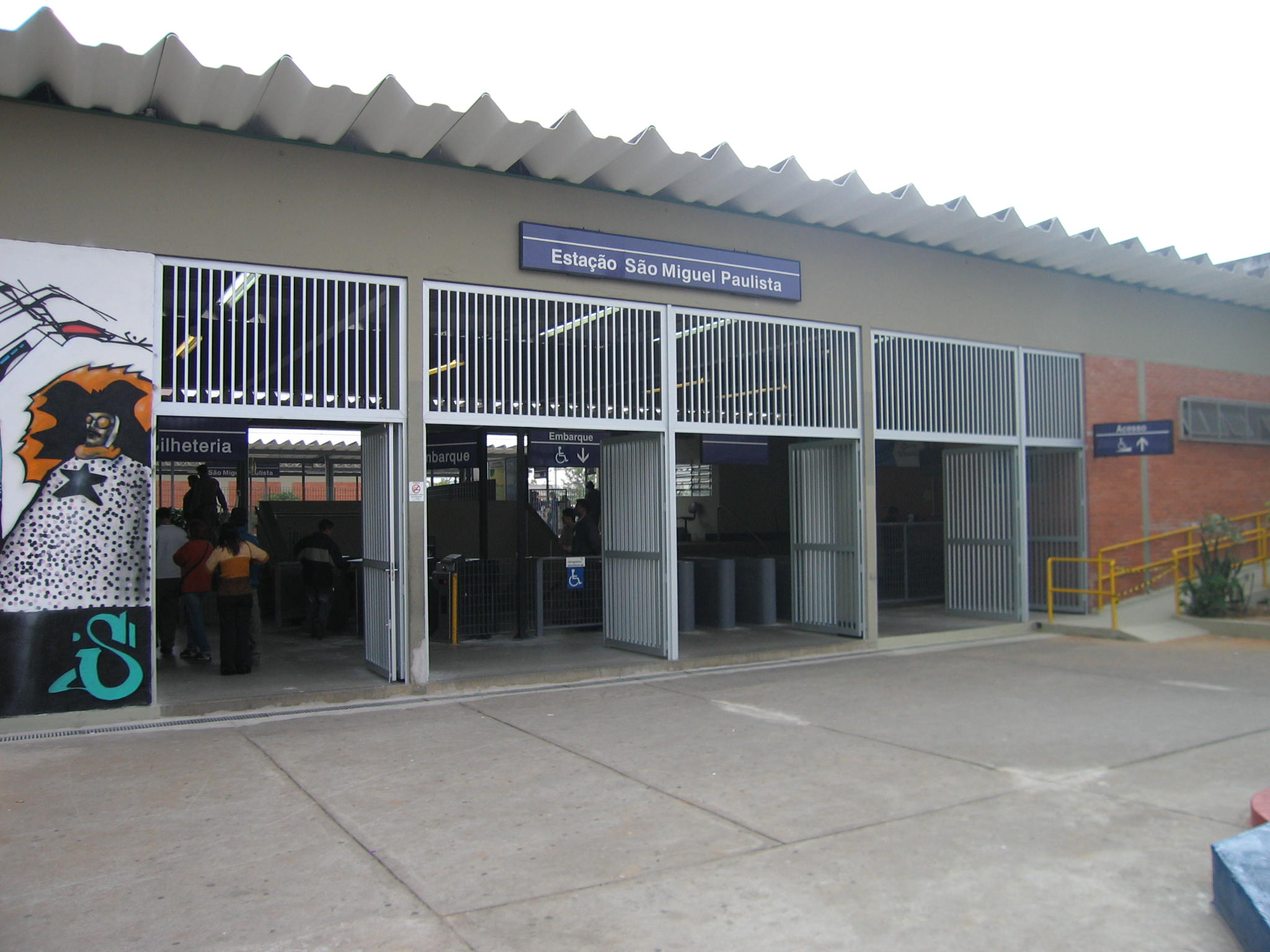
Estación São Miguel Paulista.

La variante fue electrificada en la segunda mitad del 1950, aunque los trenes suburbanos tirados por locomotoras de vapor se mantuvieron hasta el año 1963, lo que aumentó la fama de la precariedad de la línea. Ya en la década de 1960, la línea funcionaba con unidades eléctricas más viejos de São Paulo (la popular serie 100, originarios de Río de Janeiro, fabricados en 1930).

En 1975, la línea sería administrada directamente por la Rede Ferroviária Federal - RFFSA, que desde 1957 tenía a la Central do Brasil como una de sus subsidiarias. En 1984, se trasladó a la Companhia Brasileira de Trens Urbanos - CBTU, que heredó todos los servicios de la red de trenes metropolitanos. En 1994, la línea fue estatizada y pasó a manos de la Compañía Paulista de Trenes Metropolitanos, que está invirtiendo en la renovación y modernización completa de la línea, con la construcción de nuevas estaciones y la mejora de las antiguas, en una mejor aislación de las sendas de tránsito ferroviario (indispensable para la reducción de accidentes y vandalismos en los trenes), y las reformas en forma permanente de casi todo el material rodante.
El 29 de enero del 2008, el gobernador José Serra inauguró la Estación USP Leste y la estación reconstruida Comendador Ermelino, obras que marcaron el inicio de la modernización y la dinamización de la línea 12 y la entrega de los trenes reformados. La estación Itaim Paulista (reconstruida) y Jardim Helena - Vila Mara a su vez fueron entregadas el 28 de mayo, con la presencia del gobernador José Serra y el prefecto de São Paulo Gilberto Kassab. En julio de 2008 fue entregada la estación Jardim Romano, y en 2014 la nueva Estación São Miguel Paulista.

## Trayecto
Une la estación Brás (antigua Roosevelt) con la estación Calmon Viana, en Poá, donde se encuentra con la Línea 11-Coral. Atiende, además de São Paulo y Poá, al municipio de Itaquaquecetuba.

## Galería

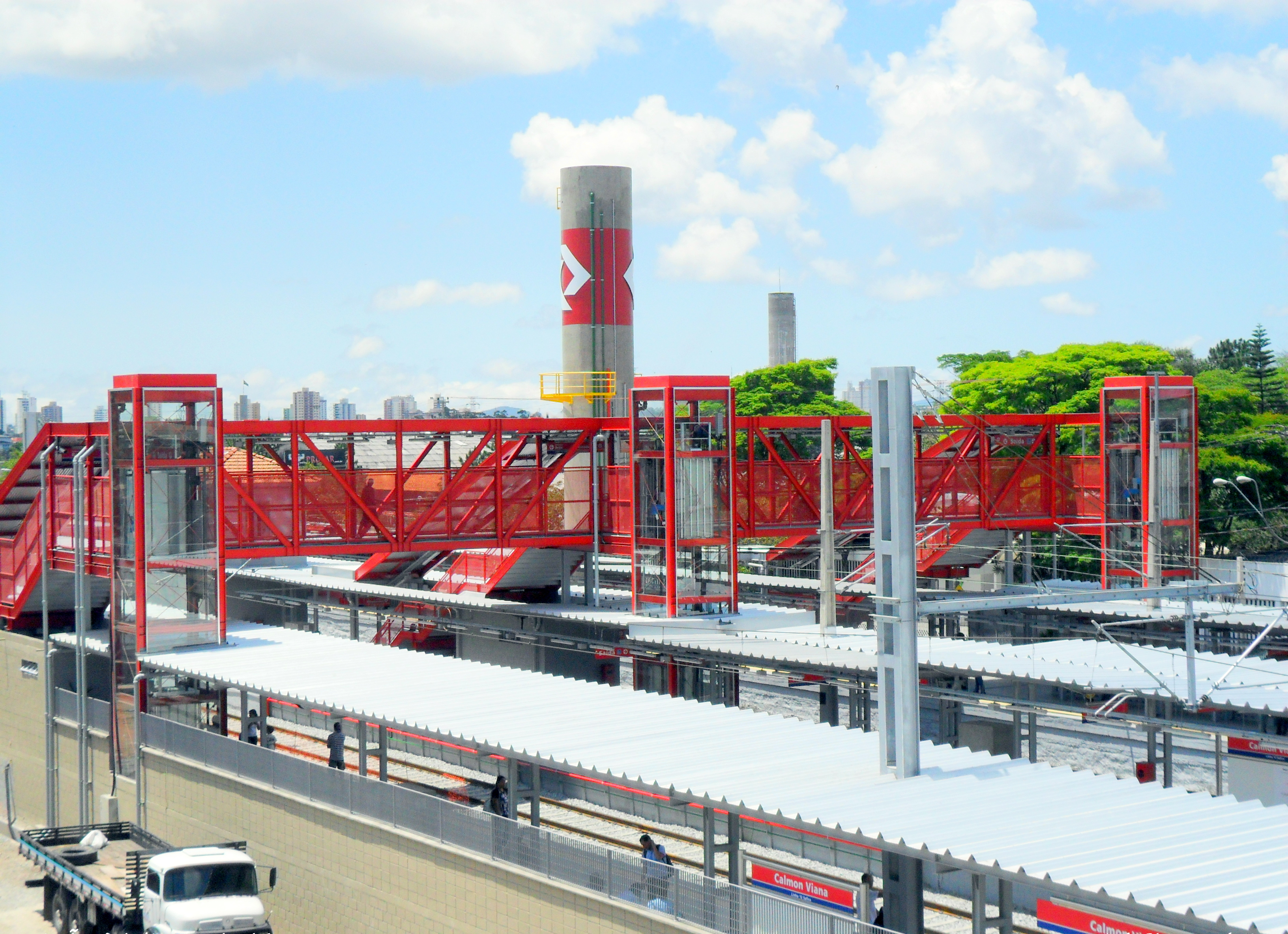
Estación Calmon Viana
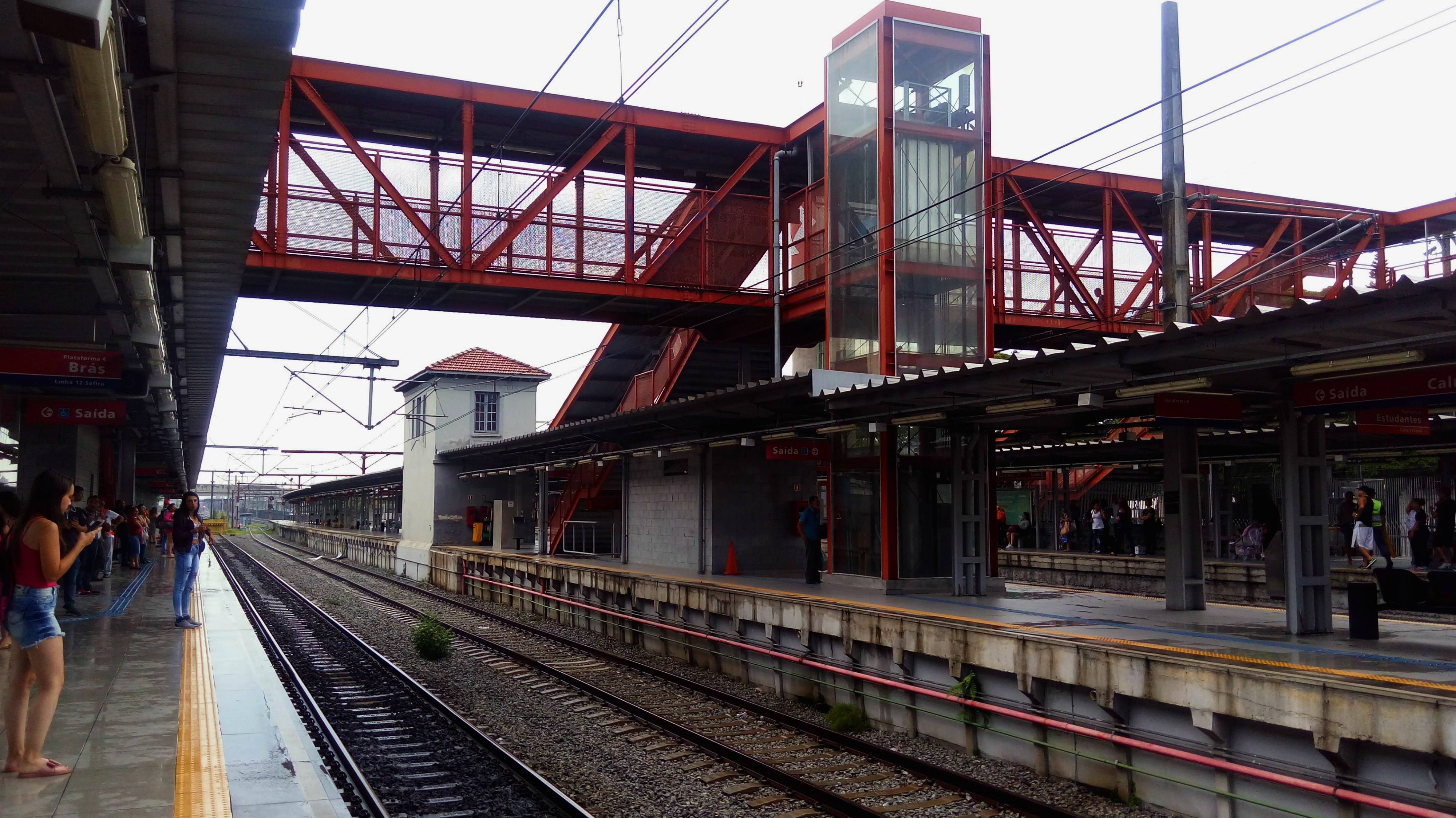
Estación Calmon Viana
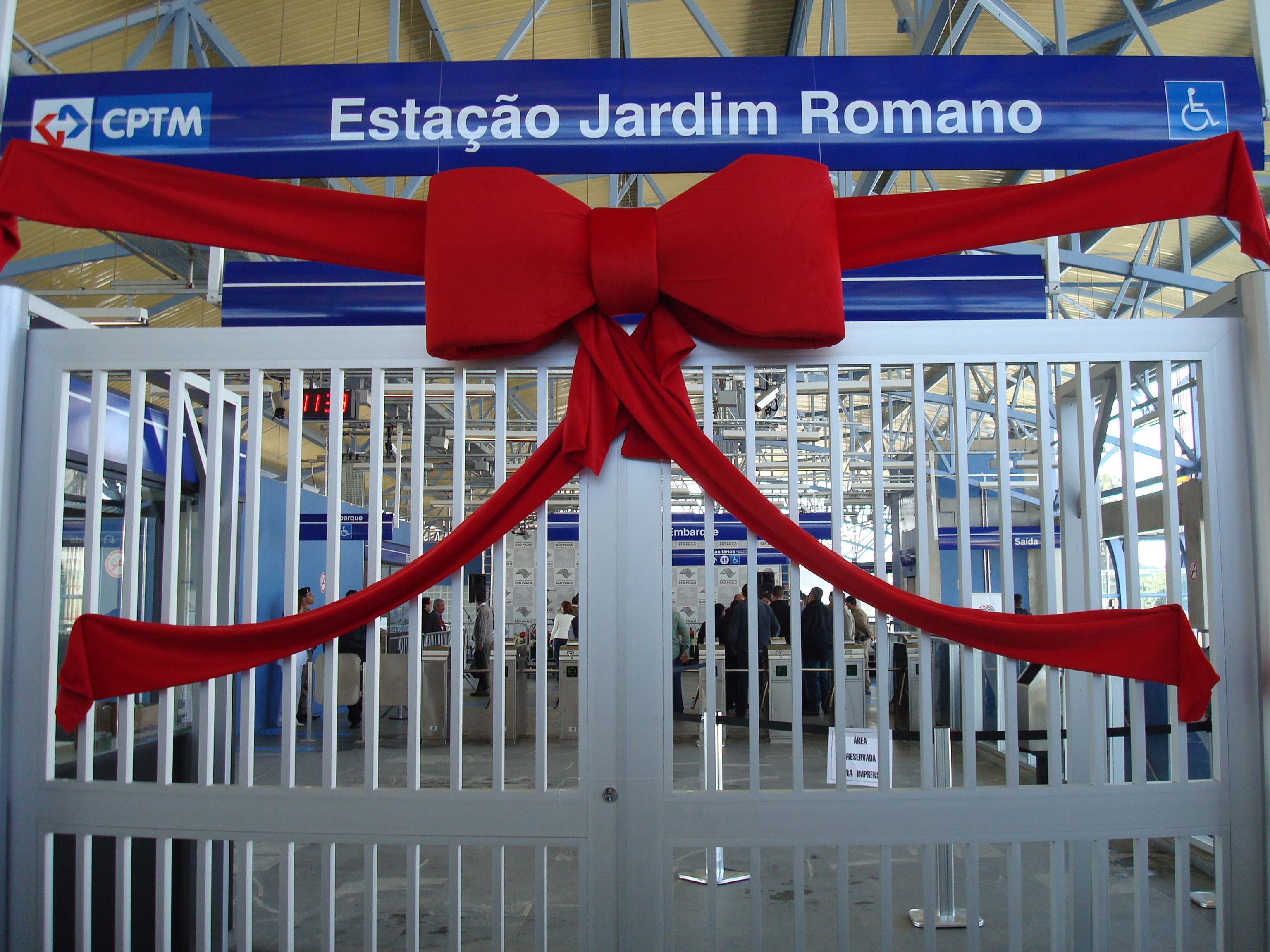
Estación Jardim Romano
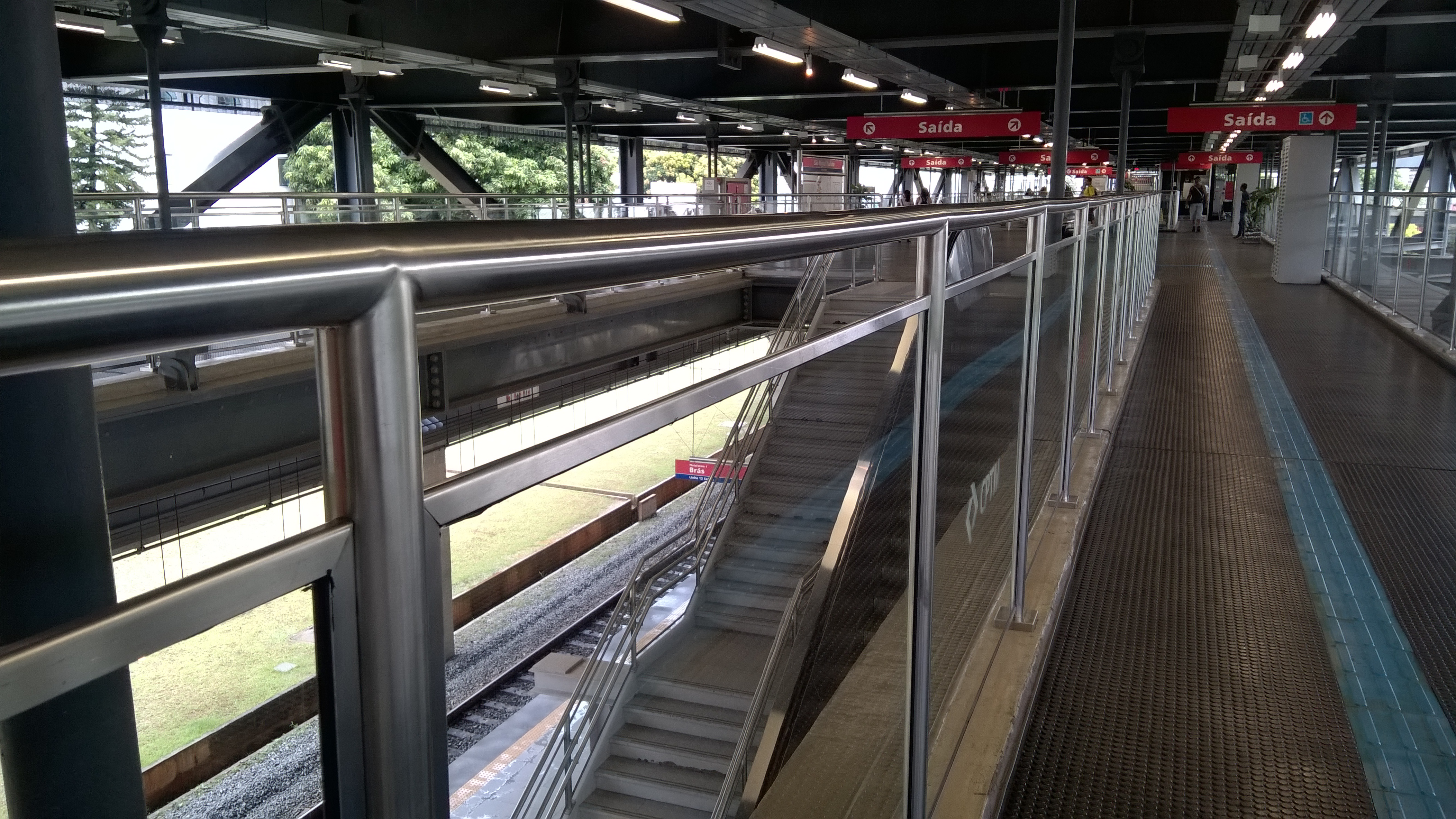
Estación São Miguel Paulista
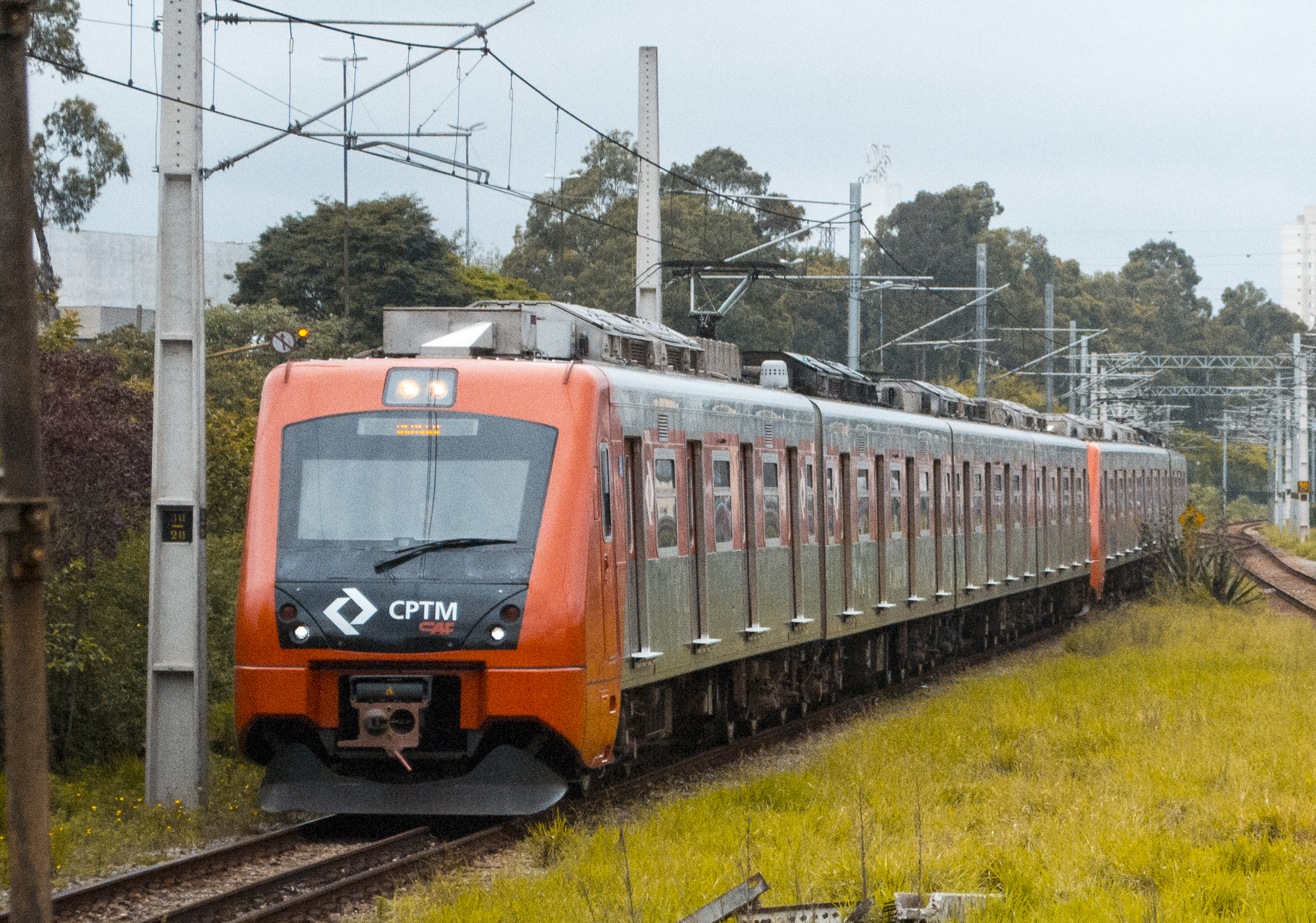
Tren serie 7000
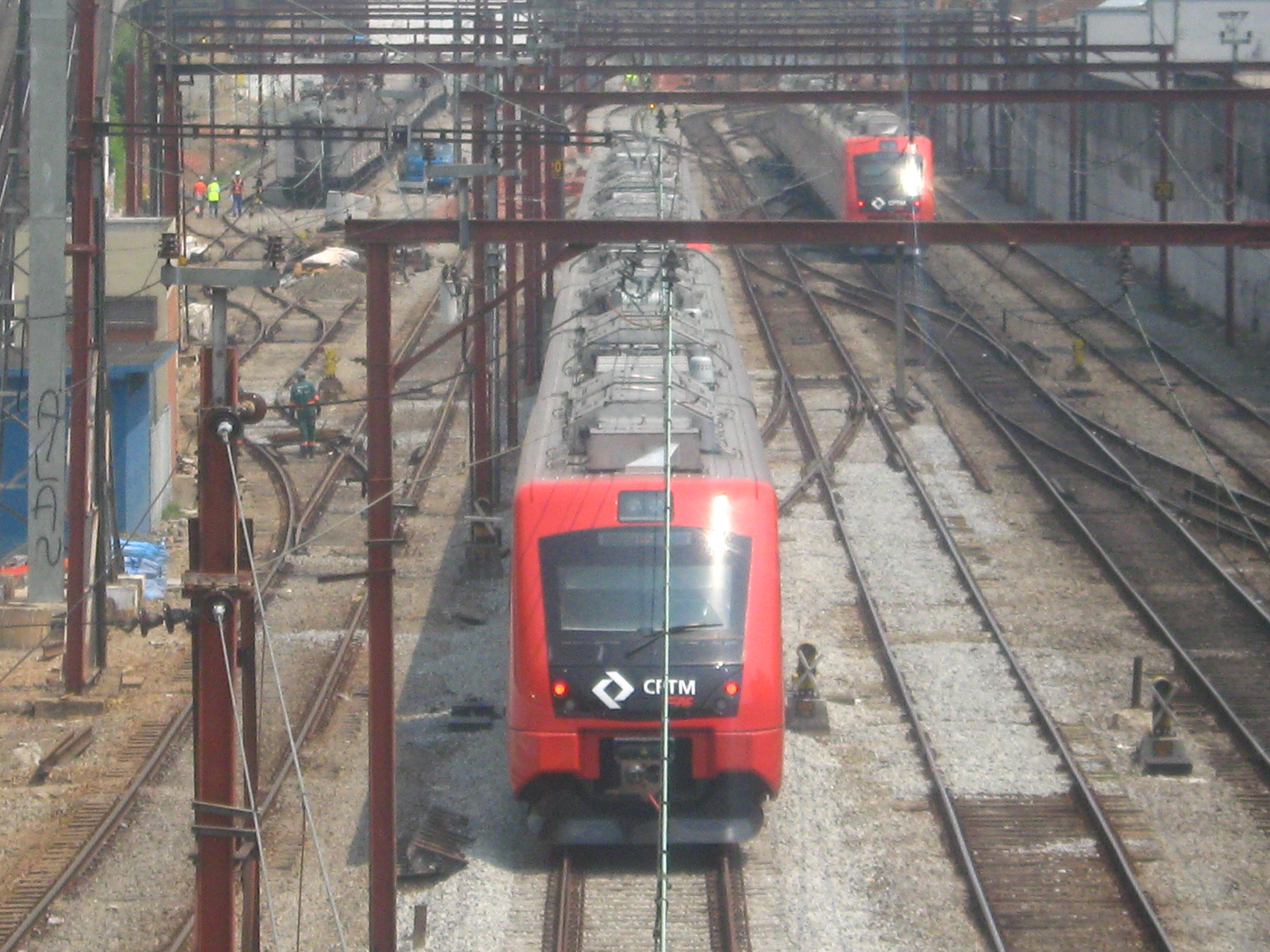
Tren serie 7000
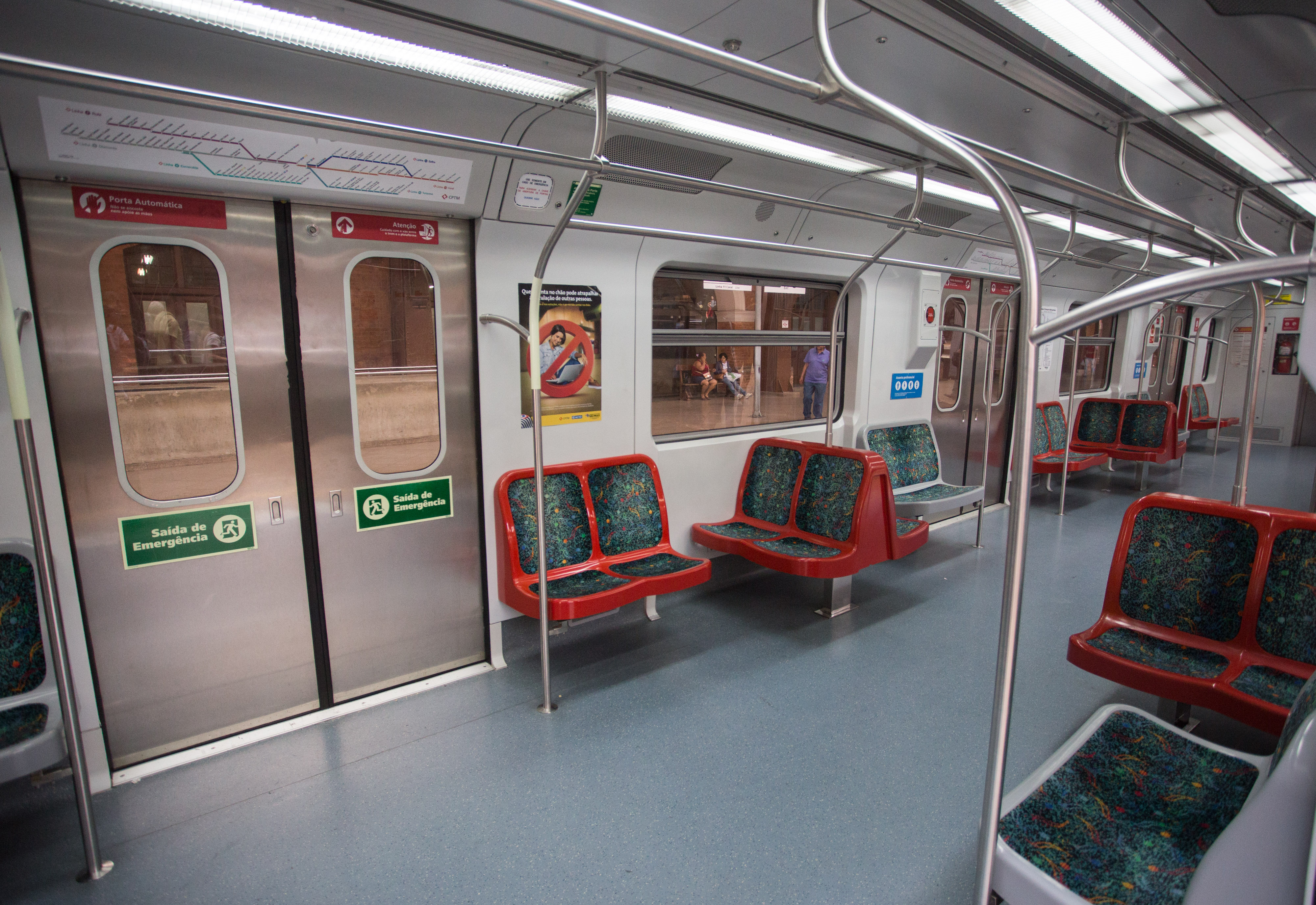
Tren serie 7000
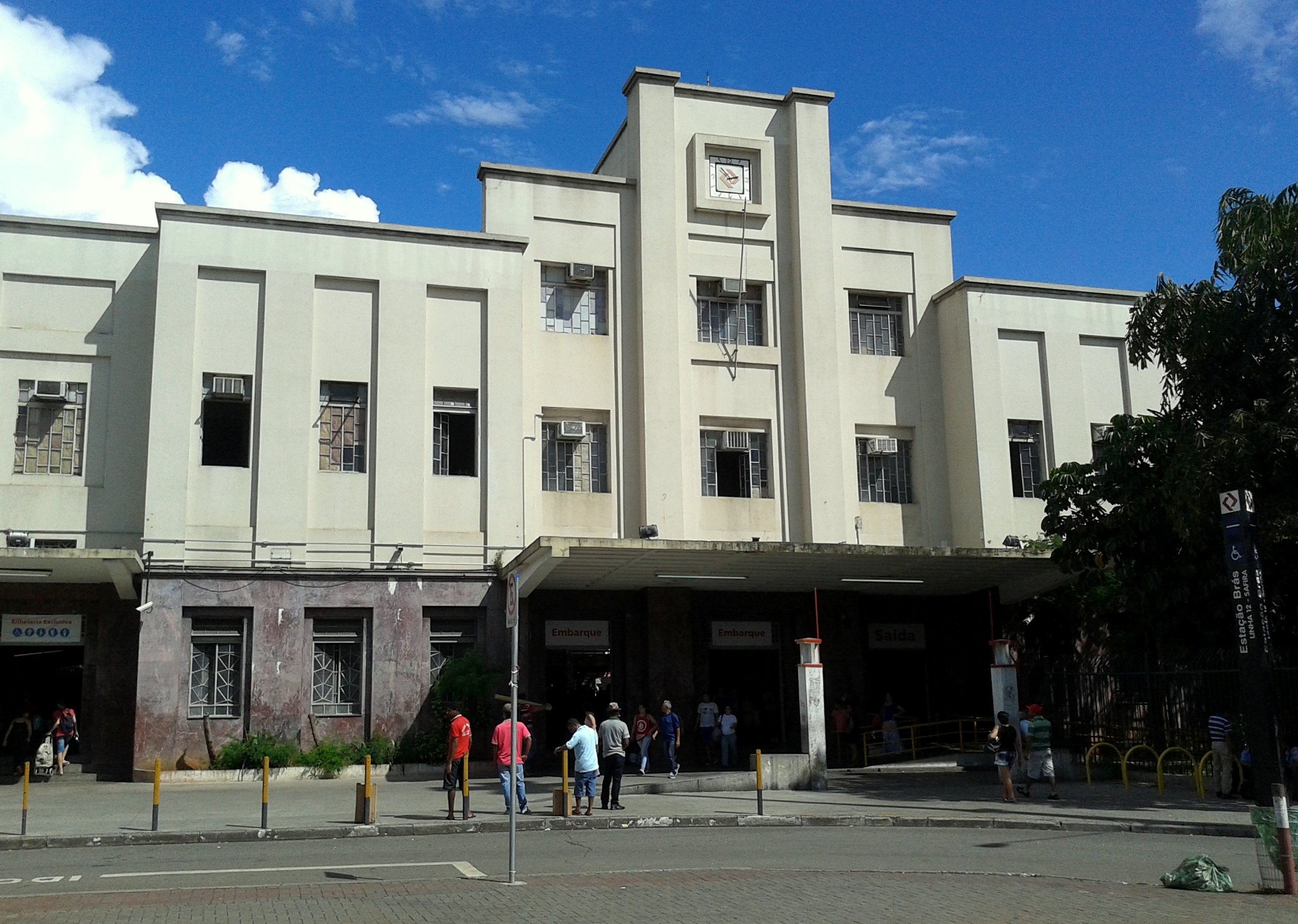
Estación Brás
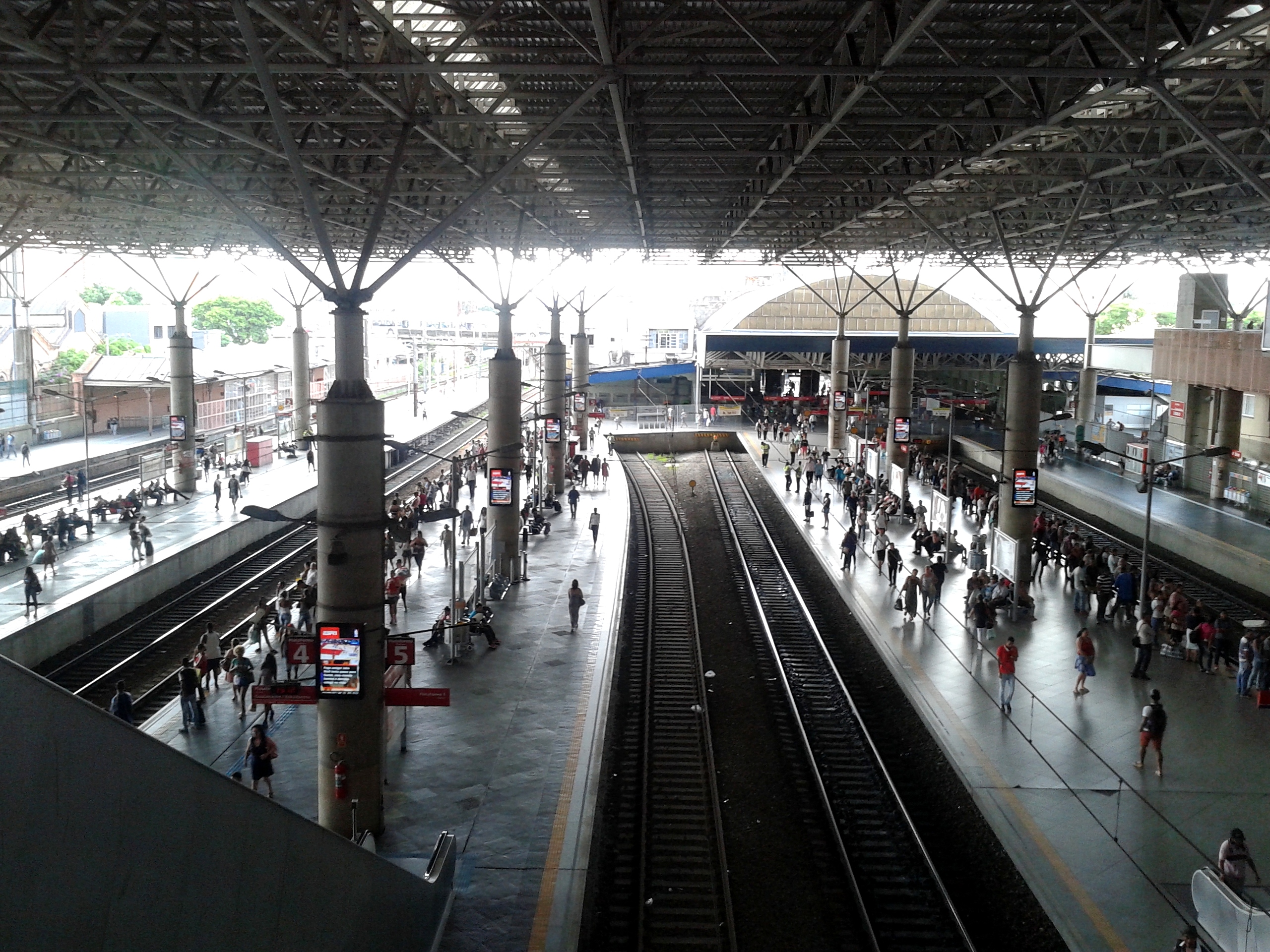
Estación Brás

## Estaciones
| Sigla | Estación                | Municipio       | Comentarios                                                               | MDU (08/2018) |
| ----- | ----------------------- | --------------- | ------------------------------------------------------------------------- | ------------- |
| BAS   | Brás                    | São Paulo       | Integración con las líneas 3, 10, 11 y 13.                                | 166 953       |
| TAT   | Tatuapé                 | São Paulo       | Integración con las líneas 3 (integración pagada en hora punta), 11 y 13. | 66 268        |
| EGO   | Engenheiro Goulart      | São Paulo       | Integración con la Línea 13-Jade.                                         | 4 920         |
| USL   | USP Leste               | São Paulo       |                                                                           | 4 736         |
| ERM   | Comendador Ermelino     | São Paulo       |                                                                           | 7 166         |
| SMP   | São Miguel Paulista     | São Paulo       |                                                                           | 14 345        |
| JHE   | Jardim Helena-Vila Mara | São Paulo       |                                                                           | 13 590        |
| ITI   | Itaim Paulista          | São Paulo       |                                                                           | 29 527        |
| JRO   | Jardim Romano           | São Paulo       |                                                                           | 18 458        |
| EMF   | Engenheiro Manoel Feio  | Itaquaquecetuba |                                                                           | 11 345        |
| IQC   | Itaquaquecetuba         | Itaquaquecetuba |                                                                           | 16 367        |
| ARC   | Aracaré                 | Itaquaquecetuba |                                                                           | 7 244         |
| CVN   | Calmon Viana            | Poá             | Integración con la Línea 11-Coral.                                        | 7 877         |

MDU = media de usuarios embarcados por día hábil en cada estación, desde el inicio del año. En las estaciones con dos o más líneas el MDU representa la totalidad de pasajeros embarcados en la estación, sin tener en cuenta cual línea será utilizada por el usuario.

## Obras y proyectos
La CPTM estudia la ampliación de esta línea hasta Suzano.